# Grecs de l'Église d'Antioche
 (août 2020).
Si vous disposez d'ouvrages ou d'articles de référence ou si vous connaissez des sites web de qualité traitant du thème abordé ici, merci de compléter l'article en donnant les références utiles à sa vérifiabilité et en les liant à la section « Notes et références ».
Les Grecs de l'Église d'Antioche sont des membres de l'ethnie grecque, de l'église orthodoxe d'Antioche ainsi que les catholiques grecs, qui ont résidé en Syrie, au Liban et dans le territoire étant actuellement la province turque de Hatay, qui inclut la cité ancienne d'Antioche aussi connue de nos jours sous le nom d'Antakya, ainsi que leurs descendants dans le Moyen-Orient et en Amérique.
La communauté a un long héritage qui remonte à l'établissement d'Antioche en 323 avant Jésus-Christ par Seleucus I Nicator à l'époque de la conquête de l'Asie par Alexandre le Grand. La majorité des Grecs de l'Église d'Antioche sont un mélange des premiers colons macédoniens, des Grecs de l'ère romaine, des Grecs byzantins (Roums), des judéo-chrétiens helléniques et des Syriaques. Certains de ces Araméens parlent syriaque et célèbrent la liturgie en araméen syriaque ancien. L'arabe devenant la lingua franca au Levant aujourd'hui, la majorité est devenue une communauté chrétienne arabophone, parlant surtout l'arabe levantin, bien que nombre d'entre eux parlent aussi grec ou turc.

## Histoire
Seleucus I Nicator est le fondateur d'Antioche. Historiquement, les Grecs de l’Église d'Antioche étaient considérés comme faisant partie de la nation romaine par les autorités ottomanes. La communauté a eu une tendance notable à l'immigration au début du XXe siècle. Tandis que le Sandjak d'Alexandrette faisait alors partie de la Syrie, les Grecs n'étaient pas sujets à l'échange de population de 1923. Après que l'état de Hatay fût annexé par la Turquie en 1939, beaucoup émigrèrent en Syrie et au Liban. Après les années 1960, une nouvelle vague d'immigration a attiré les Grecs Antioches vers les payes occidentaux.

## Tradition liturgique et folklore
Certains rites de prêtrise typiquement de synagogue grecque ancienne et hymnes originaires d'Antioche ont survécu partiellement jusqu'à nos jours dans les services ecclésiastiques des communautés melkites et grecques orthodoxes de la province de Hatay dans le sud de la Turquie, en Syrie, au Liban et en terre sainte.

## Population et héritage culturel
Au sens géographique strict, selon un sondage réalisé par le Patriarche d'Antioche en 1895, il y avait 50 000 Grecs de l'Église d'Antioche dans le Sandjak d'Alexandrette même, c'est-à-dire résidant dans la province d'Hatay dans le sud de la Turquie, comparé à environ 30 000 dans les années 1930. En 1995, leur population totale était estimée à 10 000.
Mais les premiers membres des communautés grecques orthodoxes et grecques catholiques de Syrie et du Liban, généralement connues sous le nom de Melkites du Moyen-Orient et d'Afrique du Nord ou Roums, peuvent remonter leur héritage ethnoculturel aux colons grecs et macédoniens et aux Helléniques judéo-chrétiens du passé, fondateurs des communautés originales grecques de l'Église d'Antioche de Cilicie et de Syrie du nord-ouest.
En comptant les membres des minorités survivantes dans la province de Hatay en Turquie et de leurs familles dans la diaspora, il y a plus d'1,8 million de Greco-Melkites de l'Église d'Antioche chrétiens résidant dans le Moyen-Orient et l'Afrique du Nord, aux États-Unis d'Amérique, au Canada et en Amérique latine aujourd'hui.

## Localisation
Un nombre significatif de Grecs de l'Église d'Antioche en Turquie vivent à Istanbul. Ils sont concentrés à İskenderun, Samandağ et Altınözü. Il y a aussi une communauté à Mersin. Un cas de violence inter-communautaire avec des Musulmans à Altınözü fut rapporté en 2005. Les événements furent supposément provoqués par le harcèlement sexuel d'une fille chrétienne par un apprenti barbier musulman.

## Personnalités
- Jean Chrysostome
- Luc (évangéliste)
- Libanius
- Aphthonius d'Antioche
- Jean Malalas
- Evagrius Scholasticus